# Lars Sonck
Lars Eliel Sonck (Kälviä, 10 agosto 1870 – Helsinki, 14 marzo 1956) è stato un architetto finlandese.
Si laureò nel 1894 al Politecnico di Helsinki e presto vinse una gara per la progettazione di una chiesa a Turku, superando molti architetti famosi.
Sonck ignorò le tendenze verso un razionalismo nell'architettura, preferendo a queste la tradizione finlandese con strutture medievali in pietra ed abitazioni di legno. Le sue opere più monumentali mostrano influenze di uno stile neo-romanico. Sonck aiutò lo sviluppo di uno stile romantico nazionale, e si dimostrò una figura di primo piano nella ricerca, da parte della Finlandia, di un'identità nell'architettura.

## Opere
- Casa Tirkkonen a Tampere (1901)
- Cattedrale di Tampere (1902-1907)
- Chiesa Kallio a Helsinki (1908-1912)

## Galleria d'immagini

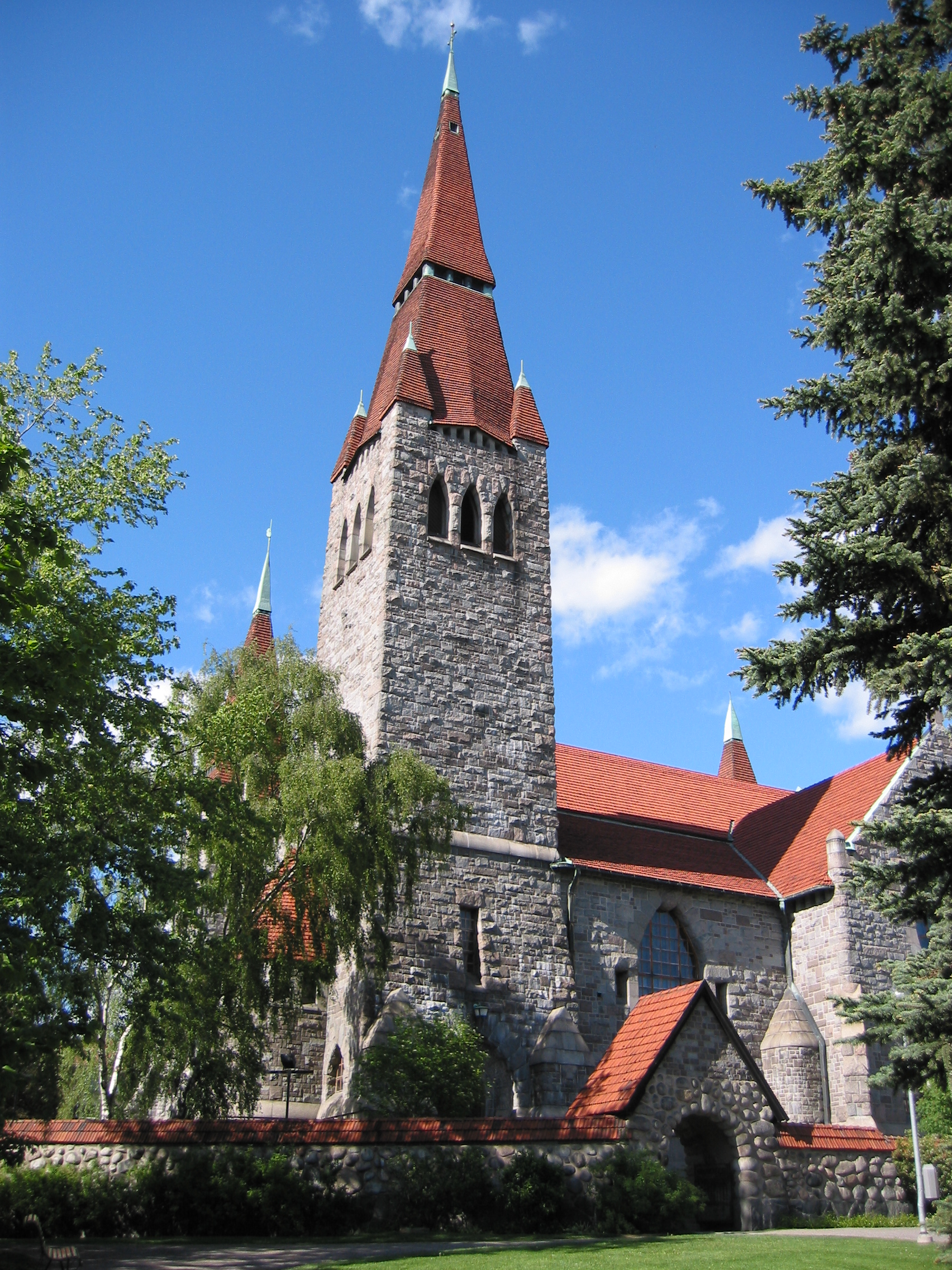
Cattedrale di Tampere (1902-1907)
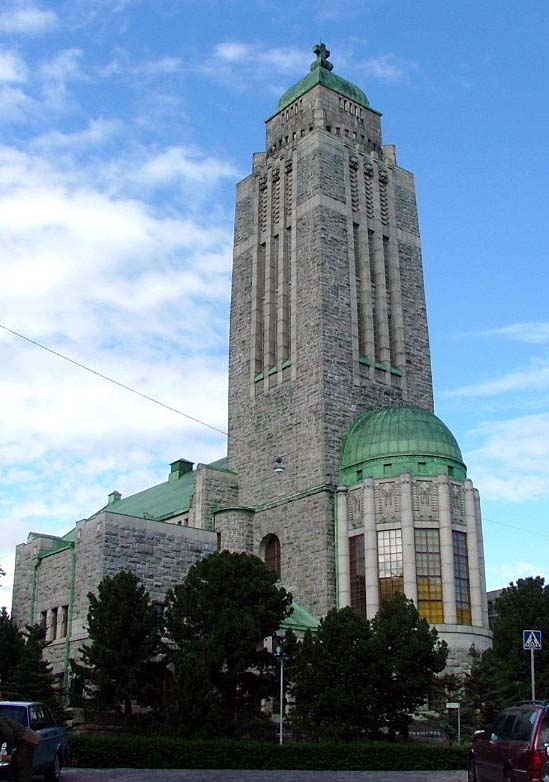
Chiesa Kallio a Helsinki (1908-1912)